# Kraszimir Boriszov
Kraszimir Boriszov Georgiev (bolgár cirill betűkkel: Ивaн Гeopгйeв Cтoянoв; 1950. április 8. –) bolgár válogatott labdarúgó.

## Pályafutása

### Klubcsapatban
Pályafutását a Lokomotiv Szofija csapatában kezdte 1972-ben. Két szezon után a Levszki Szofijaba igazolt, ahol hét idényen keresztül szerepelt. Kétszeres bolgár bajnok és háromszoros bolgár kupagyőztes. Az 1983–84-es szezonban a ciprusi Omónia Lefkoszíasz színeiben ciprusi bajnoki címet szerzett.

### A válogatottban
1973 és 1979 között 19 alkalommal szerepelt a bolgár válogatottban és 2 gólt szerzett. Részt vett az 1974-es világbajnokságon.

### Edzőként
1991-ben rövid ideig szövetségi kapitányként irányította a bolgár válogatottat.

## Sikerei, díjai
Levszki Szofija
- Bolgár bajnok (2): 1976–77, 1976–77
- Bolgár kupa (3): 1975–76, 1976–77, 1978–79

Omónia Lefkoszíasz
- Ciprusi bajnok (1): 1983–84
- Ciprusi kupa (1): 1982–83